# Orestias laucaensis
Orestias laucaensis é uma espécie de peixe da família Cyprinodontidae.
É endémica do Chile.